# Gérard Prunier
Gérard Prunier (Neuilly-sur-Seine, 14 ottobre 1942) è uno storico francese naturalizzato canadese, specializzato nel Corno d'Africa e nella regione dei Grandi Laghi africani.

## Biografia
Prunier ha conseguito un dottorato in storia africana nel 1981 presso l'Università di Parigi. Nel 1984, è entrato a far parte dell'istituto scientifico del CNRS a Parigi come ricercatore. In seguito divenne anche direttore del Centro francese per gli studi etiopici ad Addis Abeba.
Prunier ha pubblicato oltre 120 articoli e cinque libri. Parla correntemente francese, inglese e spagnolo. Ha anche una buona conoscenza dell'italiano e del tedesco, e una conoscenza di base di arabo juba (arabo colloquiale sudanese) e swahili.